# کوکو گاف
کوری "کوکو" گاف (انگلیسی: Cori "Coco" Gauff؛ زادهٔ ۱۳ مارس ۲۰۰۴) تنیس‌باز اهل ایالات متحده آمریکا است. او با ۱۳ سال، کم‌سن‌وسال‌ترین فینالیست مسابقات تنیس آزاد آمریکا در بخش جوانان بوده‌است.